# Mike Foster

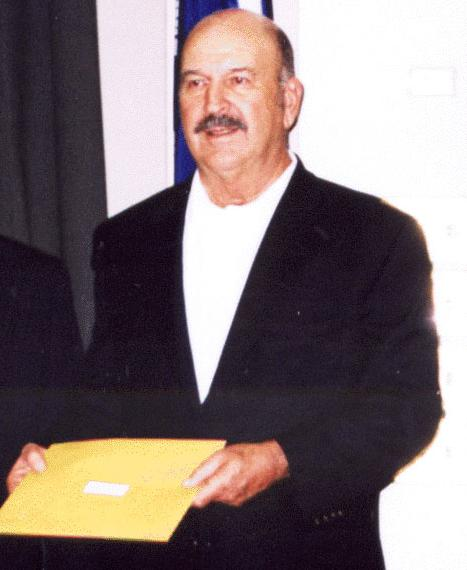
Mike Foster

Murphy James „Mike“ Foster, Jr. (* 11. Juli 1930 in Shreveport, Louisiana; † 4. Oktober 2020 in Franklin, Louisiana) war ein US-amerikanischer Politiker (Demokraten,  Republikaner). Er war von 1996 bis 2004 Gouverneur des Bundesstaates Louisiana.

## Frühe Jahre
Mike Foster ist der Enkel von Murphy J. Foster, der zwischen 1892 und 1900 Gouverneur von Louisiana und von 1900 bis 1913 US-Senator gewesen war. Sein Vater Murphy J. Foster war ein reicher Zuckerpflanzer, der auch im Öl- und Gasgeschäft engagiert war. Der junge Foster besuchte die High School in Franklin und studierte anschließend bis 1952 an der Louisiana State University in Baton Rouge Chemie. Während des Koreakriegs war er zwischen 1952 und 1955 Pilot der US-Luftwaffe. Nach seiner Rückkehr widmete er sich der Zuckerrohrplantage seiner Familie. In den folgenden Jahren brachte er es in diesem Beruf zu beträchtlichem Reichtum. Außerdem wurde er dann noch Eigentümer einer Baufirma.

## Politischer Aufstieg
Fosters politische Laufbahn begann erst im Jahr 1987. Zu dieser Zeit gehörte er der Demokratischen Partei an. Zwischen 1988 und 1996 war er Mitglied des Senats von Louisiana. Während dieser Zeit wechselte er zu den Republikanern, als deren Kandidat er im Jahr 1996 zum neuen Gouverneur seines Staates gewählt wurde. Zu seinen Unterstützern gehörte auch David Duke, der frühere Führer des Ku-Klux-Klan, der ihm für 150.000 Dollar ein Adressenverzeichnis für seinen Wahlkampf verkaufte. Diese Ausgaben wurden von Foster offiziell nie als Wahlkampfausgaben angegeben, wofür er später gerügt und mit einer Geldstrafe belegt wurde.

## Gouverneur von Louisiana
Mike Foster trat sein neues Amt am 12. Januar 1996 an. Nach einer Wiederwahl konnte er bis zum 8. März 2004 im Amt bleiben. Als Gouverneur unterstützte er die Interessen der Geschäftsleute und des Big Business. Das brachte ihm von liberaler Seite Kritik ein. Unter Gouverneur Foster wurde das Schulwesen reformiert und in etwa auf das gleiche Niveau wie das der anderen Südstaaten gebracht. Obwohl Foster ursprünglich als Gegner des Glücksspiels angetreten war, wurde er später ein Befürworter dieser Institution. Im Jahr 2000 war er Leiter des Wahlkampfs von George W. Bush in Louisiana.

## Weiterer Lebenslauf
Mike Foster lebte im Ruhestand mit seiner Frau Alice auf seinem Anwesen bei Franklin im St. Mary Parish. Aus der Ehe gingen vier Kinder hervor.